# جاي أرنيت
جاي أرنيت (بالإنجليزية: Jay Arnette)‏ مواليد 19 ديسمبر 1938 في أوستن، هو لاعب كرة سلة أمريكي سابق. بدأ مسيرته الاحترافية في سنة 1963. تم اختياره من قبل فريق سكرامنتو كينغز خلال الدرافت. حمل الرقم 21. يبلغ طوله 6 قدم 2 بوصة (1.9 م). مثّل منتخب بلاده. شارك في دورة الألعاب الأولمبية الصيفية سنة 1960. اعتزل اللعب في 1965.

## الميداليات
| الميدالية | المسابقة                       |
| --------- | ------------------------------ |
| ذهبية     | الألعاب الأولمبية الصيفية 1960 |

## روابط خارجية
- جاي أرنيت على موقع الاتحاد الدولي لكرة السلة (الإنجليزية)
- جاي أرنيت على موقع إن بي أي (الإنجليزية)
- جاي أرنيت على موقع سبورتس رفرنس (الإنجليزية)
- جاي أرنيت على موقع كلية كرة السلة في سبورتس رفرنس.كوم (الإنجليزية)
- جاي أرنيت على موقع ريلجم (الإنجليزية)
- جاي أرنيت على موقع بروبوليرز (الإنجليزية)
- جاي أرنيت على موقع سبورتس رفرنس (الإنجليزية)
- جاي أرنيت على موقع أوليمبيديا (الإنجليزية)